# Kazimierz Gabszewicz Jaskołd
Kazimierz Gabszewicz Jaskołd herbu Pobóg – ciwun pojurski do 1702 roku, surogator grodzki żmudzki w latach 1682-1685, pisarz grodzki żmudzki w 1682 roku, podczaszy wiłkomierski w 1677 roku.
Był elektorem Augusta II Mocnego z Księstwa Żmudzkiego w 1697 roku.